# Catedral Basílica Metropolitana de la Inmaculada Concepción (Manila)
La Catedral Basílica Metropolitana de la Inmaculada Concepción de Manila (en tagalo: Metropolitánong Katedral ng Maynila–Basílika ng Kalinís-linisang Paglilihî o simplemente la Catedral de Manila; Katedral ng Maynila) es un prominente basílica católica situada en Manila, Filipinas, establecida en honor a la Santísima Virgen María como Nuestra Señora de la Inmaculada Concepción, Patrona Principal de Filipinas. Es la catedral de la arquidiócesis de Manila.
Situada en el distrito de Intramuros de Manila, era originalmente una iglesia parroquial y dirigida por la diócesis de México en 1571, hasta que se convirtió en una diócesis separada el 6 de febrero de 1579 sobre la base de l bula papal Illius Fulti Praesido del Papa Gregorio XIII.
La catedral sirve a la vez como la Basílica del Gobierno de Filipinas y la más alta sede del arzobispo en el país. La catedral fue dañada y destruida varias veces desde que la catedral original fue construida en 1581. La octava y actual catedral fue terminada en 1958.
La basílica ha merecido tres menciones papales y dos viajes apostólicos del Papa Gregorio XIII, el Papa Pablo VI y el Santo Papa Juan Pablo II, quien a través de la bula Quod Ipsum declaró la catedral basílica menor a Motus Proprio el 27 de abril de 1981.
La Real Cédula que pertenece hoy al Centro de Estudios de Historia de México CARSO.Fundación Carlos Slim, hace referencia a la construcción de esta, y se encuentra firmada por Gaspar de Pinedo, quien la mandó al obispo de Guadalajara, provincia de la Nueva Galicia. En ella, se refiere a su carta del 16 de mayo de 1707 y señala que antes de salir de la ciudad de Manila, dejó la fábrica de la catedral con el dinero para dicho fin. En su escrito se denota que el obispado tiene la disposición de contribuir a la construcción del templo, si bien existen datos que indican que este dio inicio desde 1581.